# Diecezja Tôlagnaro
Diecezja Tôlagnaro – diecezja rzymskokatolicka na Madagaskarze, powstała w 1896 jako wikariat apostolski Południowego Madagaskaru. W 1913 przemianowana na wikariat Fort-Dauphin, podniesiona do rangi diecezji w 1955. Pod obecną nazwą od 1989.

## Biskupi diecezjalni
Biskupi  Tôlagnaro
- bp Luc Olivier Razafitsimialona (od 2024)
- bp Vincent Rakotozafy (2001-2023)
- bp Jean Zévaco, (1989–2001)

Biskupi Fort-Dauphin
- bp Jean-Pierre-Dominique Zévaco, C.M. (1968–1989)
- bp Alphonse-Marie-Victor Fresnel, C.M. (1955–1968)

Wikariusze apostolscy Fort-Dauphin
- bp Alphonse-Marie-Victor Fresnel, C.M. (1953–1955)
- bp Antonio Sévat, C.M. (1933–1953)
- bp Jean-Jacques Crouzet, C.M. (1896–1933)